# California State Guard

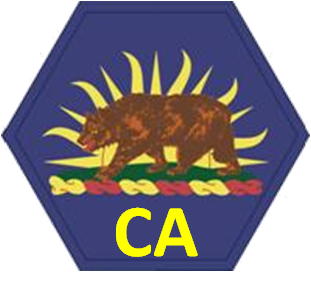
Abzeichen der California State Guard

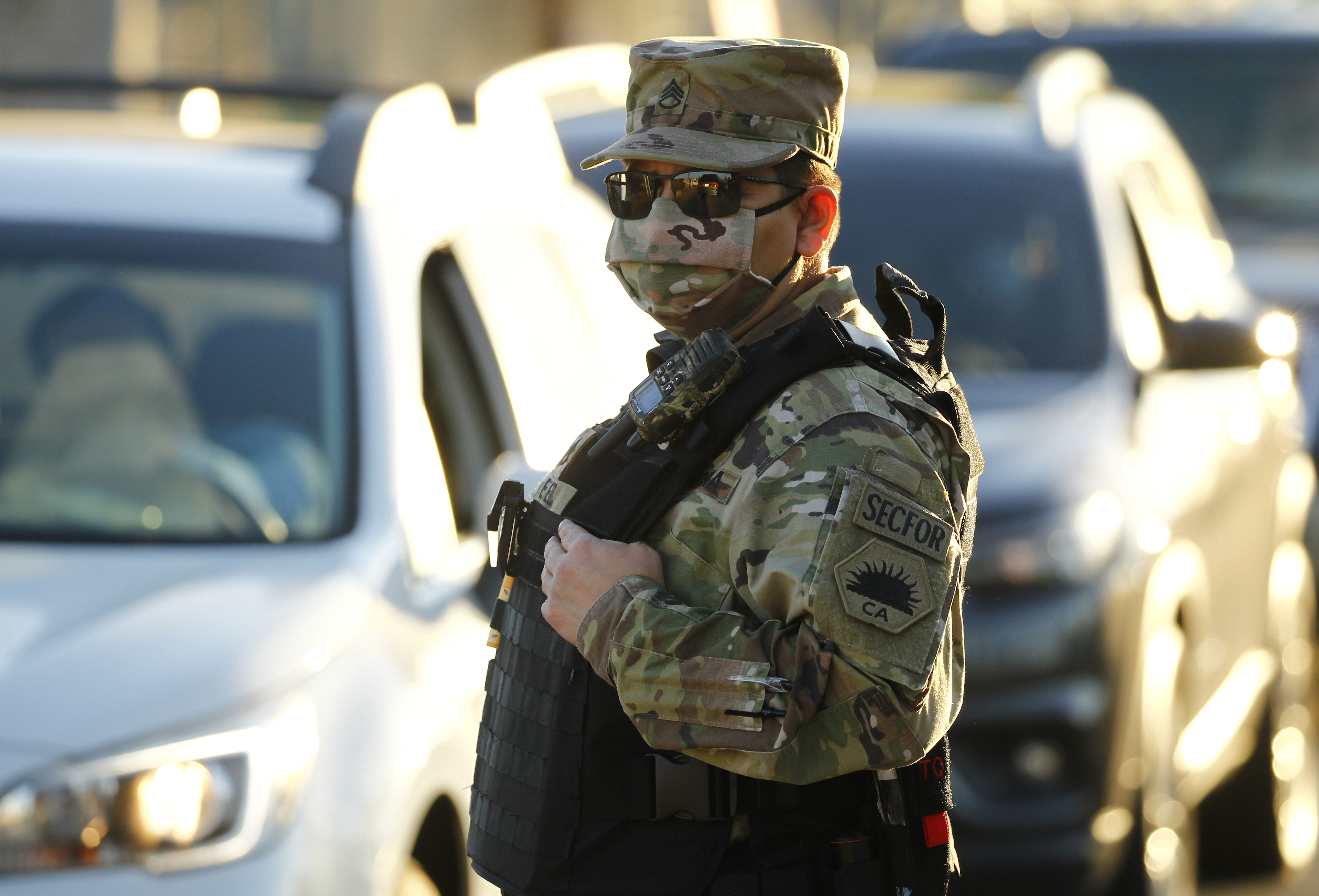
Mitglied der California State Guard während der COVID-19-Pandemie

Die California State Guard (CSG) (bis 1. Juli 2019 California State Military Reserve) ist die Staatsgarde des Bundesstaates Kalifornien. Vorläufer dieser militärischen Einheit bestehen seit 1846. Die CSG ist neben der California National Guard Teil des California Military Department (CMD).

## Aufgaben
Staatsgarde und Nationalgarde sind in Kalifornien organisatorisch eng vernetzt. Die Nationalgarde des Bundesstaates ist wiederum seit 1903 bundesgesetzlich und institutionell eng mit der regulären Armee und Luftwaffe verbunden, so dass (unter bestimmten Umständen mit Einverständnis des Kongresses) die Bundesebene auf sie zurückgreifen kann. Dagegen ist die Staatsgarde, die seit 2015 wieder eine Naval Militia umfasst, allein dem Bundesstaat Kalifornien verpflichtet. Die Staatsgarden können vom Gouverneur zur Aufrechterhaltung der öffentlichen Ordnung, als militärische Einheit oder bei Naturkatastrophen eingesetzt werden, insbesondere dann, wenn die Nationalgarde Kaliforniens auf Bundesebene eingesetzt wird. Die 1200 freiwillig dienende Milizsoldaten umfassende CSG besteht aus folgenden Komponenten:
- Army (Heer)
- Air (fliegende Einheiten)
- Maritime (Marinekräfte)
- Operations (Einsätze)

## Geschichte
Erste Milizverbände entstanden während des Mexikanisch-Amerikanischen Krieges von 1846 bis 1848. Nachdem Kalifornien an die Vereinigten Staaten gefallen war, stand es zunächst unter Verwaltung der Bundesregierung in Washington. Der US-Präsident hatte einen Militärgouverneur zu ernennen, was im Dezember 1849 erstmals der Fall war und als Gründungsdatum der Nationalgarde gesehen wird. Im September 1850 wurde Kalifornien im Zuge des Kompromisses von 1850 als vollwertiger Bundesstaat in die USA aufgenommen. Die California Militia kämpfte im Civil War auf Seiten der Union. Die California Naval Militia wurde 1891 gegründet und u.a im Spanisch-Amerikanischen Krieg eingesetzt. Mit dem Militia Act 1903 wurde eine Vereinheitlichung der Milizen beschlossen und der Bundesregierung die hierfür erforderlichen Vollmachten eingeräumt. Zudem wurde geregelt, dass die Milizen im Kriegsfall und bei nationalen Notständen der Bundesregierung und damit dem Präsidenten als Oberbefehlshaber unterstellt werden können. Dies führte zur Gründung einer eigenen, nur dem Bundesstaat unterstellten California State Military Reserve. Sie war insbesondere während der beiden Weltkriege aktiv. Seit 2015 ist auch eine Naval Militia wieder aktiviert. Am 18. März 2017 hat die California State Guard dazu das Maritime Support Command (MARSCOM) gegründet. Zum 1. Juli 2019 wurde die California State Military Reserve in California State Guard umbenannt.